# Lužany (Hradec Králové-i járás)
Lužany település Csehországban, a Hradec Králové-i járásban. Lužany Račice nad Trotinou, Hořiněves, Habřina, Velichovky és Vilantice településekkel határos. Lakosainak száma 131 fő (2024. január 1.).

## Népesség
A település lakosságának változását az alábbi diagram mutatja:
| Lakosok száma | 389  | 367  | 299  | 174  | 154  | 136  | 127  | 129  | 122  | 131  |
|               | 1869 | 1890 | 1921 | 1950 | 1980 | 2001 | 2017 | 2019 | 2022 | 2024 |